# Taklamakan
Taklamakan nebo Taklimakan (ujgursky تەكلىماكان قۇملۇقى, transliterováno Täklimakan qumluqi, čínsky 塔克拉玛干沙漠, pinyin Taklimakan Shāmò, Tǎkèlāmǎgān Shāmò, český přepis Ta-kche-la-ma-kan ša-mo) je poušť ve Střední Asii, leží v čínské provincii Sin-ťiang. Taklamakan bývá také nazývan „Poušť smrti“, nebo „Místo bez návratu“.

## Bližší popis

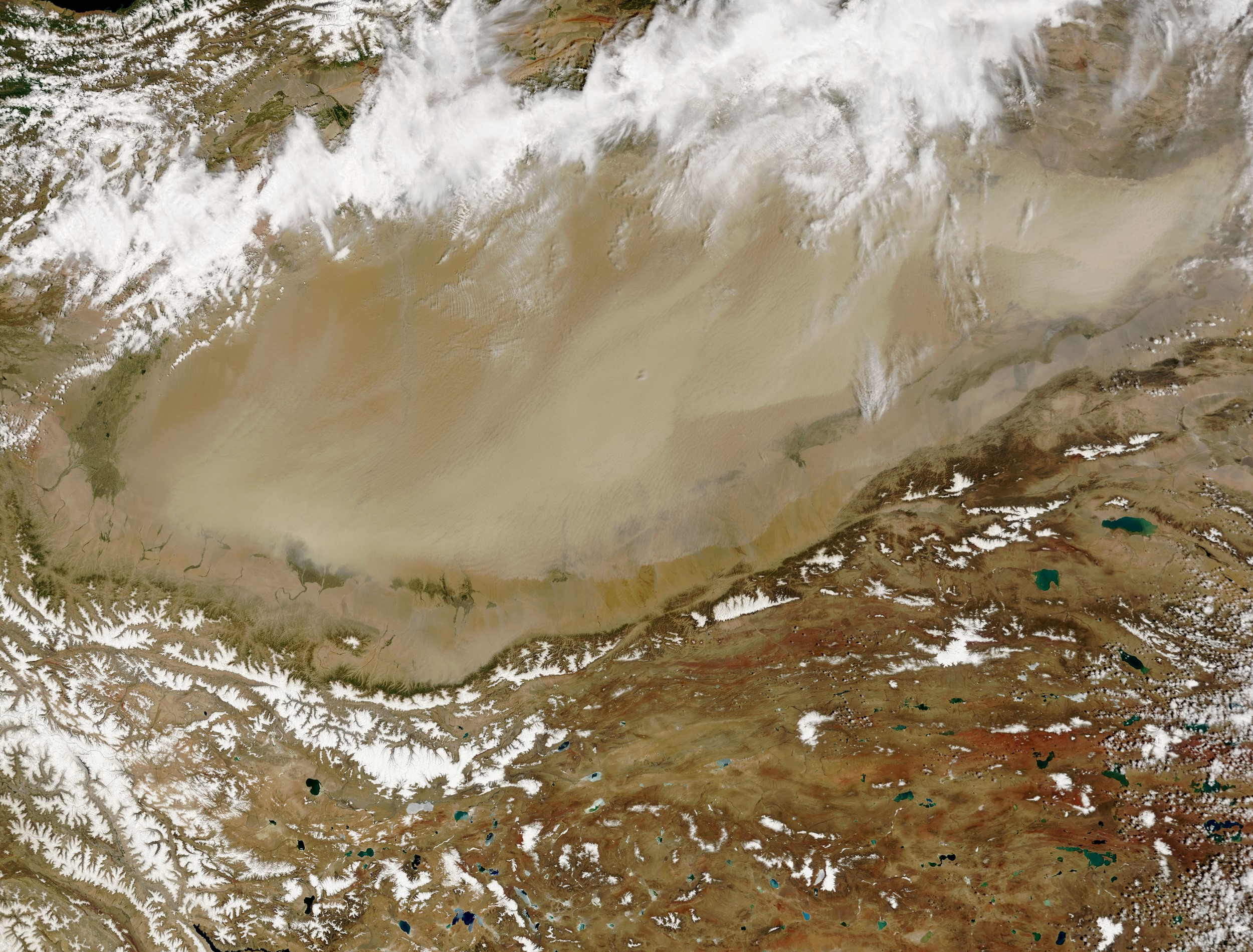
Písečná bouře v poušti Taklamakan

Poušť pokrývá oblast 327 000 km² v Tarimské pánvi, nachází se v rozmezí 78° - 88° vých. délky a 37° - 40° sev. šířky. Přes její severní a jižní okraje procházela Hedvábná stezka. Přes poušť nevedou téměř žádné cesty především proto, že 85 % povrchu tvoří pohyblivé písečné duny, vysoké až 300 m (nejvyšší na světě).
Největší a klíčové oázy jsou Kašgar, Jarkend a Chotan na jihozápadě; Kchu-čche a Turfan na severu; Lou-lan a Tun-chuang na východě.
Z okolních pohoří do Taklamakanu teče několik řek, z nich největší jsou Bílá nefritová řeka, řeka Jarkend (pramenící v pohoří Kunlun) a řeka Torkan (tekoucí z Ťan-šanu).
Archeologické výzkumy v oblasti prováděli Aurel Stein, Sven Hedin, Albert von Le Coq, Paul Pelliot a v nedávné době Antonio Graceffo, jenž na základě svého putování pouští napsal cestopis. Nálezy poukázaly především na tatarský, helénistický, indický a buddhistický kulturní vliv.
Nejslavnějšími pozůstatky jsou tzv. tarimské mumie, které dokazují rozličnost etnik, která se v oblasti vyskytovala. Vědce zejména udivilo, že mnoho z mumií má evropské rysy.
Později byla oblast osídlena turkickými Čagataji, ovšem s nástupem dynastie Tchang získávali Číňané postupně stále větší vliv nad všemi oázami, aby mohli kontrolovat Hedvábnou stezku. Čínská nadvláda byla pouze krátkodobě ovlivněna vpády Turků, Mongolů a Tibeťanů. Současná populace se skládá zejména z Ujgurů a Kazachů, ve větších městech však převládají čínští Chanové.